# The Detective Club : qui a volé Kiki ?
The Detective Club : qui a volé Kiki ? est une émission de télévision française produite par Banijay et diffusée sur W9 à partir du 16 juin 2025.
La première saison a été remportée par Giuseppa Ciurleo et Jessica Errero.

## Concept
Dans une somptueuse villa, 18 candidats ont été conviés par un mystérieux milliardaire, qui se fait appeler "Le S", et l'amour de sa vie, son chien Kiki… Seulement, si les participants pensaient profiter du soleil au bord de la piscine, un événement vient chambouler leurs plans : Kiki se fait kidnapper. En effet, deux des invités ont volé le chien. Les 16 autres deviennent donc détectives et ont une mission : découvrir l'identité des deux brigands.

## Cycles du jeu
L'épreuve collective : tous les détectives sont réunis dans le petit salon pour mettre à l’épreuve leur flair d’enquêteur. Ils doivent identifier un imposteur parmi trois anonymes prétendant partager un point commun. En cas de réussite, ils obtiennent un indice précieux sur l'identité des voleurs.
L'épreuve en duo : deux détectives, choisis par les voleurs eux-mêmes, doivent prouver leur innocence en répondant à 10 questions posées par S. La difficulté réside dans l'obligation d'utiliser systématiquement 5 mots imposés tirés au sort. Les voleurs peuvent se désigner pour cette épreuve afin de la saboter. En cas de réussite, le duo obtient un indice qu'il peut partager ou déformer.
L'épreuve de l'innocent : cette épreuve cruciale se déroule dans la salle à manger. Le vainqueur gagne l'immunité lors de la prochaine phase d’accusation. Elle met à l'épreuve l'observation, l'intuition et la capacité à détecter le bluff des participants.
L'épreuve de la protection : le gagnant de cette épreuve est protégé lors de la redoutable cérémonie de la trappe. Les détectives doivent répondre rapidement à des questions sur des vidéos ou photos projetées par S. Le vainqueur élimine un autre détective de l'épreuve.
L'accusation : lors de l'accusation, chaque détective se rend seul dans la Black Room pour voter secrètement via son téléphone. Le candidat qui aura reçu le plus de voix contre lui, devra révéler son identité avant de quitter définitivement le Detective Club, qu'il soit voleur ou innocent. Cependant, si un voleur est démasqué lors de cette épreuve, il quittera bien évidemment le jeu et les enquêteurs remporteront un indice capital sur le complice restant.
La cérémonie de la trappe : cette cérémonie redoutée permet aux voleurs d'éliminer le détective qu'ils jugent le plus menaçant. Dans la « Black Room », ils choisissent secrètement leur cible qui tombera littéralement dans la trappe, l'excluant définitivement de l'enquête.

## Saison 1 (2025)
La première saison est diffusée à partir du 16 juin 2025. 

### Candidats
Légende :
- Vainqueur
- Finaliste
- En jeu
- Éliminé(e)

### Audiences
1. ↑  Léa Stassinet, « Audiences access 20h : Quel score pour le 1er épisode de The Detective Club, la nouvelle télé-réalité de W9 avec les Tanti, Ryad de Pékin Express et Cindy Sander ? », sur ozap.com, 17 juin 2025.
2. ↑  Léa Stassinet, « Audiences access 20h : Deux jours après son lancement sur W9, The Detective Club bat déjà le record de The Power saison 2 », sur ozap.com, 18 juin 2025.
3. ↑  Benjamin Rabier, « Audiences access 20h : Raphaël Quenard fait du bien aux audiences de Quotidien sur TMC, Anne-Sophie Lapix réduit l'écart avec Gilles Bouleau », sur ozap.com, 19 juin 2025.
4. ↑  Léa Stassinet, « Audiences access 20h : C à vous, la suite au plus haut depuis 1 mois sur France 5, plus d'1,5 million de téléspectateurs d'écart entre les 20 Heures de Gilles Bouleau et d'Anne-Sophie Lapix », sur ozap.com, 20 juin 2025.
5. ↑  Jérémy Aknin, « Audiences access : Anne-Claire Coudray toujours largement leader devant Laurent Delahousse, Quotidien Week-end et The Detective Club au plus bas », sur ozap.com, 21 juin 2025.
6. ↑  Ludovic Galtier Lloret, « Audiences access 20h : Dans le match des 20 Heures, Gilles Bouleau frôle les 30 % de part de marché sur TF1, Anne-Sophie Lapix démarre mal sa dernière semaine sur France 2 », sur ozap.com, 24 juin 2025.
7. ↑  Ludovic Galtier Lloret, « Audiences access 20h : Invitée de Yann Barthès, Delphine Ernotte, présidente de France Télévisions, a-t-elle intéressé les téléspectateurs de Quotidien sur TMC ? », sur ozap.com, 25 juin 2025.
8. ↑  Ludovic Galtier Lloret, « Audiences access 20h : Avant son dernier 20 Heures ce soir sur France 2, Anne-Sophie Lapix a-t-elle réduit l'écart avec Gilles Bouleau sur TF1 ? », sur ozap.com, 26 juin 2025.
9. ↑  Benjamin Rabier, « Audiences access 20h : Quel score pour le dernier JT d'Anne-Sophie Lapix sur France 2 ? », sur ozap.com, 27 juin 2025.
10. ↑  Simon Bartkowiak, « Audiences access : La présence d'Indochine dans Quotidien sur TMC a-t-elle boosté les audiences de la dernière de la saison ? », sur ozap.com, 28 juin 2025.
11. ↑  Benjamin Rabier, « Audiences access 20h : Lancement compliqué pour Nouveau jour, le nouveau feuilleton quotidien de M6 », sur ozap.com, 1er juillet 2025.
12. ↑  Ludovic Galtier Lloret, « Audiences access 20h : Nouveau jour, le feuilleton quotidien de M6, a-t-il fait mieux que son épisode de lancement ? », sur ozap.com, 2 juillet 2025.
13. ↑  Ludovic Galtier Lloret, « Audiences access 20h : 1 million de téléspectateurs d'écart entre Un si grand soleil sur France 3 et Nouveau jour, déjà en chute libre sur M6 », sur ozap.com, 3 juillet 2025.
14. ↑  Benjamin Rabier, « Audiences access 20h : Record de saison pour Un si grand soleil sur France 3, Nouveau jour, dans le rouge, dépasse de justesse le million de téléspectateurs sur M6 », sur ozap.com, 4 juillet 2025.
15. ↑  Simon Bartkowiak, « Audiences access : Anne-Élisabeth Lemoine a-t-elle réalisé une bonne performance pour la dernière de la saison de C à vous sur France 5 ? », sur ozap.com, 5 juillet 2025.
16. ↑  Benjamin Rabier, « Audiences access : Record de l'année pour Demain nous appartient sur TF1, le 19.45 de Xavier de Moulins au top sur M6, le retour des anciens booste Secret Story sur TFX », sur ozap.com, 8 juillet 2025.
17. ↑  Benjamin Rabier, « Audiences access : 2,2 millions de téléspectateurs d'écart entre le 20 Heures de Gilles Bouleau sur TF1 et celui de Sonia Chironi sur France 2 », sur ozap.com, 9 juillet 2025.
18. ↑  Benjamin Rabier, « Audiences access : Nouveau jour, le feuilleton de M6 s'effondre et signe son pire score depuis son lancement », sur ozap.com, 10 juillet 2025.
19. ↑  Léa Stassinet, « Audiences access : L'arrivée de Jean-Luc Reichmann propulse Demain nous appartient à son plus haut sur TF1, Nouveau jour n'y arrive pas sur M6 », sur ozap.com, 11 juillet 2025.
20. ↑  Jérémy Aknin, « Audiences access : The Detective Club au plus bas sur W9, nouveau record de saison pour Un si grand soleil sur France 3 », sur ozap.com, 12 juillet 2025.
21. ↑  Ludovic Galtier Lloret, « Audiences access : Face à Jean-Baptiste Boursier sur TF1, Julien Arnaud a-t-il bien démarré son dernier été au 20 Heures de France 2 ? », sur ozap.com, 15 juillet 2025.
22. ↑  Ludovic Galtier Lloret, « Audiences access : Julien Arnaud propulse le 20 Heures de France 2 à son plus haut niveau depuis presque 3 mois, record pour Le juste prix avec Éric Antoine sur M6 », sur ozap.com, 16 juillet 2025.
23. ↑  Ludovic Galtier Lloret, « Audiences access : Record de saison pour Ici tout commence sur TF1, Nouveau jour souffre toujours mais se rapproche du million sur M6 », sur ozap.com, 17 juillet 2025.
24. ↑  Ludovic Galtier Lloret, « Audiences access : L'énorme carton de l'étape du Tour de France 2025 propulse Vélo Club et Laurent Luyat à un niveau record sur France 2 », sur ozap.com, 18 juillet 2025.
25. ↑  Simon Bartkowiak, « Audiences access : Record pour Le juste prix sur M6, bons scores pour N'oubliez pas les paroles ! sur France 2 », sur ozap.com, 19 juillet 2025.
26. ↑  Léa Stassinet, « Audiences access : Tout pour la lumière repasse pour la première fois depuis son lancement le million de téléspectateurs sur TF1, double record pour Le juste prix sur M6 », sur ozap.com, 22 juillet 2025.
27. ↑  Léa Stassinet, « Audiences access : La première victoire française sur le Tour de France 2025 booste Vélo Club avec Laurent Luyat qui explose son record sur France 2 », sur ozap.com, 23 juillet 2025.
28. ↑  Léa Stassinet, « Audiences access : Cyrielle Stadler fait s'envoler le 19.45 de M6, carton pour Demain nous appartient qui explose son record de saison sur TF1 », sur ozap.com, 24 juillet 2025.
29. ↑  Léa Stassinet, « Audiences access : Plus d'1,5 million de téléspectateurs d'écart entre les 20 Heures de Jean-Baptiste Boursier sur TF1 et Julien Arnaud sur France 2 », sur ozap.com, 25 juillet 2025.
30. ↑  Jérémy Aknin, « Audiences access : Le retour d'Audrey Crespo-Mara sur TF1 offre un record au 20 Heures pour une édition du vendredi, Nouveau jour rechute sur M6 », sur ozap.com, 26 juillet 2025.
31. ↑  Ludovic Galtier Lloret, « Audiences access : Julien Arnaud mène le 20 Heures de France 2 à son plus haut depuis le 8 mai, record pour Tout pour la lumière sur TF1 », sur ozap.com, 29 juillet 2025.
32. ↑  Ludovic Galtier Lloret, « Audiences access : Record pour The Detective Club sur W9, Secret Story tout proche de ses meilleurs scores de saison sur TFX », sur ozap.com, 30 juillet 2025.
33. ↑  Ludovic Galtier Lloret, « Audiences access : 1,3 million de téléspectateurs d'écart entre les 20 Heures de Jean-Baptiste Boursier sur TF1 et de Julien Arnaud sur France 2 », sur ozap.com, 31 juillet 2025.
34. ↑  Ludovic Galtier Lloret, « Audiences access : Pour sa dernière, Julien Arnaud fixe la meilleure part d'audience du 20 Heures de France 2 de l'année 2025 », sur ozap.com, 1er août 2025.
35. ↑  Simon Bartkowiak, « Audiences access : Succès pour N'oubliez pas les paroles ! sur France 2, petit score pour la quotidienne de Secret Story sur TFX », sur ozap.com, 2 août 2025.
36. ↑  Benjamin Rabier, « Audiences access : Débuts réussis pour Salhia Brakhlia dans C dans l'air sur France 5, Nouveau jour toujours dans le rouge sur M6 malgré le retour d'En famille », sur ozap.com, 5 août 2025.
37. ↑  Benjamin Rabier, « Audiences access : Record de saison pour Ici 19/20 sur France 3, plus d'1,6 million de téléspectateurs d'écart entre Jean-Baptiste Boursier sur TF1 et Julien Benedetto sur France 2 », sur ozap.com, 6 août 2025.
38. ↑  Benjamin Rabier, « Audiences access : L'arrivée de Vitaa dans Tout pour la lumière a-t-elle permis à la série de TF1 de dépasser le million de téléspectateurs ? », sur ozap.com, 7 août 2025.
39. ↑  Benjamin Rabier, « Audiences access : Boostée par une rediffusion d'Alex Hugo, Un si grand soleil explose son record depuis son arrivée sur France 3 », sur ozap.com, 8 août 2025.
40. ↑  Jérémy Aknin, « Audiences access : Pas d'effet finale pour The Detective Club sur W9, Julien Benedetto réduit l'écart avec Audrey Crespo-Mara », sur ozap.com, 9 août 2025.
41. ↑  Ludovic Galtier Lloret, « Audiences : Quel bilan pour la saison 1 de The Detective Club sur W9, dernière télé-réalité diffusée à 20h avant l'arrivée de Cyril Hanouna ? », sur ozap.com, 10 août 2025.